# George Băjenaru
George Băjenaru (născut la 4 noiembrie 1938), în comuna Tunari, județul Ilfov, este scriitor bilingv, critic literar, poet, ziarist și traducător român din Statele Unite.

## Biografie
Prenumele la naștere, Gheorghe. Părinții: Dumitru și Constantina, țărani mijlocași. Este căsătorit (1967) cu profesoara Elisabeta Mihalcz și, împreună, au doi copii: Cătălina și Petre-Mugur. În România a profesat ca învățător, profesor de liceu și ziarist. În 1980 părăsește țara natală și, după ce trăiește doi ani în Germania, cere azil politic în America. În 1982 emigrează în Statele Unite unde devine cetățean american în 1988. În România a profesat ca învățător, profesor de liceu și ziarist.

### Afilieri
Este membru al Uniunii Scriitorilor Americani și al Academiei Româno-Americane de Arte și Științe (ARA) și al Societății Internaționale a Poeților.

### Studii
Școala elementară de 7 ani din comuna Tunari (1945-1952), Școala pedagogică mixtă nr. 3 din București (Diploma de învățător - 1956), Institutul Pedagogic de 3 ani, București- Facultatea de filologie (Diploma de profesor-1964), Universitatea București – Facultatea de limba și literatura română (Diploma de licență-1971), cu lucrarea “Monografia revistei Gând românesc, Cluj, 1933-1940”; Curs postuniversitar de ziaristică (Certificat-1973), cu lucrarea “O incursiune în lumea faptului divers”; cursuri de limba engleză (Wuppertal, New York și Boston) și de limba germană (la Nielsen Schule în Wuppertal (Germania) și la Goethe Institut, în Boston), urmate de examen și certificat; Creative Writing Course (cu credit), la Boston University. Cunoscător al limbilor franceză, germană și engleză.

### Debut literar
A fost remarcat ca poet, în anul 1969, de scriitoarea Ana Blandiana, în cadrul rubricii “Corespondența literară” din pagina de artă a ziarului “Steagul roșu” din București, cu poezia Trei focuri, publicată sub numele Gheorghe Băjenaru, iar primele poezii i-au apărut în 1975, în revista “Luceafărul”, a Uniunii Scriitorilor. În Statele Unite (1989), semnând George Băjenaru, debutează cu un ciclu de poezii din exil la pagina literară a ziarului “The Christian Science Monitor”, din 19 sept., 1989, Boston, Massachusetts.

### Activitate literară și jurnalistică
În America, din 1983, a lucrat ca cercetător în redacția ziarului de circulație mondială - The Christian Science Monitor, în Departamentul de traduceri (unde a tradus pe bază de contract, literatură religioasă și laică)   și la Comitetul de publicații de la Christian Science Center, Boston, Massachusetts, precum și ca profesor suplinitor la Cambridge Rindge and Latin School și în alte școli din Cambridge, Massachusetts. În baza unui contract încheiat cu editura Mary Baker Eddy traduce articole și documente cu caracter religios.
Începând din anul 1988, publicâ frecvent, pentru o perioadă de timp, în ziarul “The Christian Science Monitor”, un serial de eseuri intitulat “Scrisori din exil” și poezii scrise în anii de exil. 
Imediat după revoluția din decembrie 1989, în anul 1990, la sugestia lui George Băjenaru, în ziua de 24 Ianuarie, ziarul The Christian Science Monitor a dedicat României o rubrică în limba engleză, conținând poezia Hora Unirii de Vasile Alecsandri, în traducerea Cătălinei Băjenaru, precum și poezia Don't Cry, Romania! (Nu plânge, Românie!) de George Băjenaru.
În anul 1992, scriitorul îl introduce în redacția ziarului The Christian Science Monitor pe eseistul politic Octavian Paler, pentru care organizează o masă rotundă cu ziariști americani și căruia îi traduce  un articol intitulat Noua boală a Estului (The east's New malady),  articol ce a fost publicat imediat, în numărul din 30 martie 1992, al acestui prestigios cotidian.
Colaborează la Radio Monitor si TCS Monitor TV , Europa Liberă. Publică poezie, proză, reportaje, interviuri, recenzii de cărți, studii și comentarii literare critice, în engleză și în română, în presa românească din USA (Lumea liberă românească, ARA Journal, Origini, Meridianul românesc, Clipa, Lumină Lină etc.), Canada (Cuvântul Românesc și Luceafărul Românesc), Anglia (Românul liber), România (România literară, Astra, Bucovina literară, Al cincilea anotimp, Dreptatea, Dacia literară etc.) și Moldova (revistele Literatură și artă și Limba Română). 
În ziua de 24 ianuarie 1994, la Charles Bank BU Bookshops at the BU Bookstore Mall, în Boston, are loc lansarea cărții “Restless Planet/Tulburătoare lume” de George Băjenaru, eveniment la care participă cititori americani și români. Prezent cu poezii, în prestigioase antologii americane, ca: To Be A Man, Jeremt P.Tarcher, California, 1991, Beyond the Stars și Best Poems Of the 90's, The National Library of Poetry, USA, 1995, precum și în revista “96 Inc” a scriitorilor din Boston.
Din 1988 începe colaborarea la unele publicații românești din exil, cum ar fi Lumea Liberă, Românul liber, Cuvântul Românesc, și altele, cu poezii, povestiri, comentarii literare.

## Cărți publicate
- “În umbra nimănui” (Editura Libertatea, New York, 1988) - poezii, fabule , proză;
- “”Restless Planet – Tulburătoare lume” (Editura MoonFall Press, USA, 1993) - poezii;
- ” Între sublim și tragic” (Editura, Cerna, București, 1998) - eseuri literare, convorbiri, consemnări;
- “O lumină - Poezii de la Dumnezeu” (Editura Cerna, București, 1999);
- “Cititor în exilul creator” (Editura Danubius, București, 2001) - eseuri literare;
- “Evaziuni creatoare” (Eseuri literare), Fundația culturală Memoria, București, 2004.

Multe dintre poezii i-au fost traduse de fiica sa, Cătălina Băjenaru și de cunoscutul traducător american, Leonard Nathan, autor al unor traduceri din Joseph Brodsky și Czeslaw Milosz.

## Premii literare
- Premiul Dimitrie Bolintineanu, România, 1975.
- Editor's Choice Award, The The National Library of Poetry, USA, 1995, 1996.

1. ↑  Autoritatea BnF, accesat în 31 decembrie 2019